# Delias themis
Delias themis is een vlindersoort uit de familie van de Pieridae (witjes), onderfamilie Pierinae.
Delias themis werd in 1861 beschreven door Hewitson.